# Meic Stevens
Meic Stevens (* 13. března 1942) je velšský zpěvák, kytarista a textař. Zpívá a textuje převážně ve velšském jazyce. Narodil se ve vesnici Solva v hrabství Pembrokeshire na jihozápadě Walesu. Aranžérem jeho prvního singlu byl John Paul Jones, pozdější člen Led Zeppelin. Koncem šedesátých let vydal několik velšsky zpívaných EP a roku 1972 vydal svou první dlouhohrající desku Outlander, která obsahovala anglicky zpívané písně. Později vydal řadu dalších alb, převážně s velšskými texty.

## Diskografie
- Outlander (1970)
- Gwymon (1972)
- Gog (1977)
- Caneuon Cynnar (1979)
- Nos Du, Nos Da (1982)
- Gitâr yn y Twll dan Stâr (1983)
- Lapis Lazuli (1985)
- Gwin a Mwg a Merched Drwg (1987)
- Bywyd ac Angau/Life and Death (1989)
- Ware’n Noeth - Bibopalwla’r Delyn Aur (1991)
- Er Cof am Blant y Cwm (1993)
- Y Baledi - Dim ond Cysgodion (1992)
- Voodoo Blues (1993)
- Yn Fyw (1995)
- Ghost Town (1997)
- Mihangel (1998)
- Ysbryd Solva (2002)
- September 1965: The Tony Pike Session (2002)
- Disgwyl Rhywbeth Gwell i Ddod (2002)
- Meic a'r Gerddorfa (2005)
- Rain in the Leaves: The EPs vol. 1 (2006)
- Sackcloth & Ashes: The EPs vol. 2 (2007)
- Icarws (2007)
- An Evening with Meic Stevens: Recorded Live in London (2007)
- Gwymon (2008)
- Love Songs (2010)